# Friedrich S. Rothschild
Friedrich S. Rothschild (Gießen, 17 de dezembro de 1899 — 6 de março de 1995) foi um linguista e psiquiatra alemão. É creditado a ele o termo "biossemiótica", que apareceu pela primeira vez em um artigo de 1962. Influenciado pela filosofia de Ludwig Klages, trabalhou ao lado de Frieda Fromm-Reichmann, Erich Fromm e Kurt Goldstein.
Em 1935, publicou a reconhecida obra Symbolik des Hirnbaus: Erscheinungswissenschaftliche Untersuchung über den Bau und die Funktionen des Zentralnervensystems der Wirbeltiere und des Menschen, que desenvolve uma abordagem comunicativa na biologia, uma dinâmica entre os signos e o campo biológico.